# جيفرسون تافاريس دا سيلفا
جيفرسون تافاريس دا سيلفا (بالبرتغالية: Jefferson Tavares da Silva‏) هو لاعب كرة قدم برازيلي في مركز الهجوم، ولد في 22 نوفمبر 1989 في ريو دي جانيرو في البرازيل. لعب مع نادي غل غهر سيرجان.